# Германия на зимних Олимпийских играх 1928
Германия на Зимних Олимпийских играх 1928 года (на первые Зимние Олимпийские игры 1924 года Германия приглашена не была за развязывание Первой мировой войны), была представлена командой из 44 человек (39 мужчин и 5 женщин), выступивших в 7 видах спорта (бобслей, лыжные гонки, фигурное катание, хоккей с шайбой, лыжное двоеборье, прыжки с трамплина, конькобежный спорт), однако они сумели завоевать лишь одну бронзовую медаль, что поместило германскую сборную на 8-е место в неофициальном командном зачёте.

## Медалисты
| Медаль | Спортсмен                                                         | Вид спорта | Дисциплина       |
| ------ | ----------------------------------------------------------------- | ---------- | ---------------- |
| Бронза | Ханс Хесс Себастьян Хубер Ханс Килиан Валентин Кремпль Ханс Негле | Бобслей    | Мужчины, пятёрки |